# Lucia Schultz
Lucia Schultz (Karlín, 1894. január 18. – Zürich, 1989. május 17.) fotográfus.
A Bauhaus fotósa, aki 1924 és 1928 között dokumentálta a weimari és dessaui helyszínek épületeinek építészetét, az iskola műhelyei által létrehozott formatervezési tárgyakat. Színházi kritikákat és verseket írt, utóbbiakat Ulrich Steffen álnéven.

## Élete
Egy ügyvéd lányaként nőtt fel Prága külvárosában, Karlínban. 1910-ben érettségizett, és miután Prágában filozófiát, filológiát és művészettörténetet tanult, szerkesztőként és korrektorként dolgozott.
Moholy-Nagy Lászlóval ő ismertette meg először a fotográfia világát. 1921 és 1934 között voltak házasok. Férjével együtt 1928-ban Berlinbe költözött, ahol 1929 és 1931 között Johannes Itten művészeti magániskolájában tanított fotográfiát. 1929-től Theodor Neubauerrel, a Reichstag kommunista tagjával élt együtt. 1933 augusztusában Moholy Párizson keresztül Londonba menekült, részben azért, mert zsidó származása miatt fenyegetésnek volt kitéve. Londonban fotográfiai előadóként és fotográfusként dolgozott, 1940-től pedig tudományos dokumentumfilmeken.
A háború után Prágában, majd 1957-ig a Közel- és Közép-Kelet nemzeti könyvtáraiban dolgozott az ENSZ megbízásából. Egyéves berlini tartózkodás után 1959-ben a svájci Zollikonban telepedett le.